# Tilișca
Tilișca es una comuna ubicada en el distrito de Sibiu, Rumania.

## Superficie
Posee una superficie de 52,77 kilómetros cuadrados.

## Demografía
Hasta 2021 la población era de 1351 habitantes, con una densidad de población de 25,60 habitantes por kilómetro cuadrado.